# Трещина в полу
Трещина в полу (англ. A Crack in the Floor) — американский фильм ужасов 2001 года режиссёров Шона Станека и Корбина Тимбрука.

## Сюжет

### Пролог
33 года назад в день похорон отца, своему сыну Иеремии мать говорит о том, чтобы он держался подальше от внешнего мира. Немногим позже в дом, где живут Иеремия и его мать, вламываются бандиты, которые сначала насилуют мать, а затем перерезают ей горло. Затем бандиты обращают своё внимание за стоящим неподалёку и наблюдающим за всем этим действием Иеремию, и также его насилуют и избивают. Спустя 33 года в полузаброшенный дом, расположенный в лесу, приходят парень и девушка. Здесь их жестоко убивает некий убийца.

### Основная часть
А в это время другая группа молодых людей собирается провести время вместе и отдохнуть от насущных проблем. В другом месте шериф получает сообщение от диспетчера о том, что водолазы обнаружили под водой автомобиль без каких-либо следов его владельцев. Компания молодых людей, в свою очередь, уже направляется к месту отдыха на джипе. Вскоре они видят дорожную табличку с сообщением о том, что если кто-то на бензозаправочной станции наполнит целый бак, то в подарок получит куры-гриль. Друзья, естественно, останавливаются.
Немногим позже совершается убийство местного шерифа — его проткнули вилами. Молодые люди, отведав курятины и залив полный бак, к тому же ещё и немного заблудившись, в итоге набредают на домик, расположенный в лесу. Возле дома объявляется маньяк — повзрослевший Иеремия, и начинает убивать вновь прибывших.

## В ролях
| Актёр             | Роль            |
| ----------------- | --------------- |
| Марио Лопез       | Леман           |
| Гэри Бьюзи        | Тайлер Троут    |
| Бо Хопкинс        | шериф Тэлмидж   |
| Рэнс Ховард       | Флой Фрайд      |
| Трэйси Скоггинс   | мать Иеремии    |
| Жюстин Пристли    | Кейт            |
| Дэйзи МакКракин   | Хейди           |
| Бентли Митчам     | Джонни          |
| Джейсон Оливер    | Билли           |
| Франческа Орси    | Санни           |
| Стефен Саукс      | Кевин Гордон    |
| Калй Патрик Февер | молодой Иеремия |
| Роджер Хьюлетт    | Иеремия         |
| Фрэнк Коллисон    | Тёрнер          |
| Билл Эрвин        | Харольд         |
| Жакви Бэрнбрук    | Мэгги           |
| Роберт Амброс     | Расселл         |
| Кон Шелл          | Брэд Митчелл    |
| Мэдлин Линдли     | Джесси          |

## Художественные особенности
Первая часть фильма, предвещающая противостояние главных героев, насыщена всякого рода шутками и пародийными отсылками к некоторым иным фильмам ужасов.